# Bundy Bundy

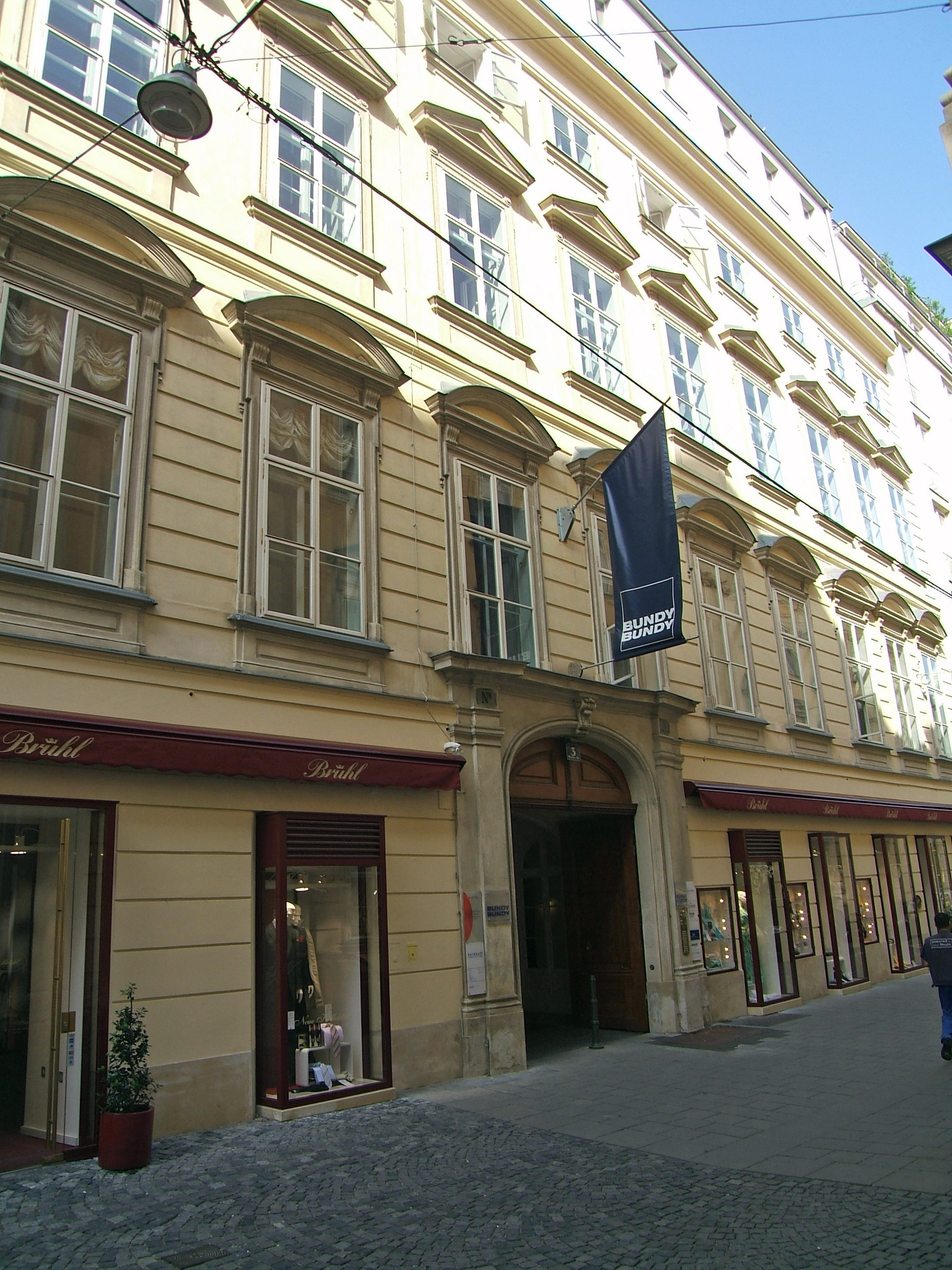
Flagship Salon im ehemaligen Palais („Kaiserhaus“) von Kaiser Franz Stephan von Lothringen

Bundy Bundy ist eine österreichische Friseurkette mit langjähriger Unternehmenstradition.

## Geschichte
Im Jahr 1919 wurde im 2. Wiener Gemeindebezirk, Praterstraße 45, der erste Friseur-Salon der Familie Bundy eröffnet. Die Erfolgsgeschichte des Unternehmens wurde insbesondere durch die Enkel des Firmengründers, Hans und Georg Bundy, begründet. Hans Bundy absolvierte im Jahr 1957 eine Ausbildung beim damaligen Friseur-Weltmeister Hruska. Georg Bundy begann seine Karriere im Wiener Friseursalon Hofmann, vormals k.u.k. Hoffriseur, und arbeitete hernach zwei Jahre lang in einem renommierten Friseursalon in Schweden. Beide Brüder beteiligten sich bei einer Reihe von Friseur-Wettbewerben.
Im Jahr 1962 gewannen die Brüder Hans und Georg Bundy, im Team mit vier weiteren Wienern, die Friseur-Weltmeisterschaft in Amsterdam. Im Jahr darauf wurde der zweite Salon in der Rotenturmstraße 5–9 im 1. Wiener Gemeindebezirk eröffnet. 1965 startete die Firma Bundy eine Werbekampagne mit „Gloria“ (Unilever). 1977 fand die Übersiedlung von der Rotenturmstraße in ein Jugendstilhaus in der Habsburgergasse 3 im 1. Wiener Gemeindebezirk statt.
Der ursprüngliche Firmenname „Bundy“ wurde später auf „Bundy & Bundy“ und schließlich auf die heutige Bezeichnung „Bundy Bundy“ geändert. Nach und nach kamen weitere Salons hinzu, bis 1997 der erste Salon mit dem neuen Konzept „Style In“ im Wiener Gerngross-Kaufhaus vorgestellt wurde.
2006 wurde der zum „Exklusiv“-Konzept gehörende Flagship-Salon in der Wallnerstraße 3 im 1. Wiener Gemeindebezirk eröffnet. Dieser luxuriöse Salon befindet sich im ehemaligen Palais von Kaiser Franz Stephan von Lothringen („Kaiserhaus“) und ist mit offenem Kamin, Spiegelsaal, Kristallsaal, Clubraum sowie Relaxraum ausgestattet.
Das Unternehmen verfügt über 19 Salons und 240 Mitarbeiter in ganz Österreich (Stand 2008). In ihren Wiener Salons zählen prominente Persönlichkeiten des öffentlichen Lebens zur Kundschaft von Bundy Bundy.
Am 29. Jänner 2021 meldete Bundy Bundy Style In Insolvenz an. Am 1. Februar 2021 wurde über die Bundy Bundy GmbH am Handelsgericht Wien das Konkursverfahren eröffnet. Die Bundy Bundy GmbH ist die Holding- und Servicegesellschaft der Bundy Bundy Style In GmbH und der Bundy Bundy Exklusiv GmbH. Die Bundy Bundy Exklusiv GmbH und
zwei Bundy-Franchise-Salons in Oberwart und in Seiersberg sind nicht von der Insolvenz betroffen.

## Konzepte
Bundy Bundy führt Salons mit jeweils einem aus drei Konzepten: Exklusiv, Style In und Colorworld.
- Exklusiv ist die  klassische Linie von Bundy Bundy. Die vier Salons der Exklusiv-Linie sind mit Designer-Möbeln ausgestattet.[8]
- Style In gibt es bei Bundy Bundy seit 1997. Mehr als die Hälfte aller Salons von Bundy Bundy sind nach dem Style-In-Konzept ausgerichtet.
- Colorworld: Dieses Konzept gibt es in einem Salon. Bei diesem Konzept werden spezielle Haarfärbe-Dienstleistungen offeriert. Dazu zählt unter anderem eine Farbberatung.

## Artistic Team
Das Artistic Team besteht aus Stylisten und Make-up-Spezialisten. Bundy Bundy ist regelmäßig Partner bei Modenschauen für Labels wie Thomas Kirchgrabner/Liska, Versace, Armani, Hermes sowie Dolce & Gabbana. Das Artistic Team ist dabei für den jeweiligen Haar-Look der Models verantwortlich. Das Artistic Team beteiligt sich auch an Kunstprojekten, etwa in Kooperation mit Künstlern wie Irene Andessner oder Xenia Hausner. Seit den 1960er Jahren ist das Team bei den Alternative Hair Shows in Bologna, London, Chicago und Wien vertreten. Zudem bringt das Artistic Team jährlich Trendkollektionen heraus.

## Auszeichnungen
Das Unternehmen hat eine Reihe nationaler und internationaler Auszeichnungen erhalten. Die wichtigste Auszeichnung in der Firmengeschichte ist der Weltmeistertitel für die Brüder Hans und Georg Bundy bei der Friseur-Weltmeisterschaft 1962 in Amsterdam.